# 二卿事件
二卿事件（にきょうじけん）は、明治4年（1871年）、攘夷派の公卿、愛宕通旭と外山光輔が明治政府の転覆を謀った政変未遂事件。「外山・愛宕事件」とも呼ばれる。

## 背景
尊皇攘夷の中心的な役割を果たしてきた薩摩・長州両藩を中心とした明治政府が成立したことにより、攘夷が断行されると信じていた全国の攘夷派は明治政府が戊辰戦争が終わると直ちに「開国和親」を国是とする方針を打ち出したことに強い失意と憤慨を抱いた。これは倒幕に参加していた薩長土肥の志士や公家の一部にも及んでいた。彼らは明治政府を倒して新しい政府を作り直して攘夷を行って外国と戦うべきであると唱えていた。

## 計画
かつて廷臣二十二卿列参事件にも加わったことのある愛宕通旭は、このころ明治政府の参与を免ぜられて京都に引き籠っていた。愛宕は、新政府の実権を握った薩長の下級武士らによって「天皇の藩屏」であった公卿が政治の中枢から切り離されていくことに苛立ちを感じていた。家臣の比喜多源二・安木劉太郎らはこれに同情し、新政府を倒して明治天皇を京都へ連れ帰り、攘夷を断行するべきであると進言した。弾正台で横井小楠暗殺事件の捜査を担当しながら逆に横井を糾弾しようとしたことで知られる古賀十郎とその友人である秋田藩の中村恕助は、比喜多によって仲間に招き入れられると、天皇と主だった公卿が東京にいる以上、まず東京で事を起こさなければ意味がないと説いた。これに同意した愛宕は、明治4年1月28日（1871年3月18日）に比喜多・安木らを連れて京都を発ち、2月4日（3月24日）に東京に入る。愛宕主従は、古賀・中村に誘われた秋田・久留米藩士や土佐の堀内誠之進らと謀議を重ね、秋田藩内の同志に呼びかけて日光を占領し、東京に火を放って天皇を京都に連れ出す作戦を練った。
一方、同じころやはり京都に滞在していた外山光輔も、家臣の高田修とともに同じような計画を企てていた。高田は、青蓮院門跡家臣三宅瓦全や菊亭家家臣矢田隆男と父の矢田穏清斎、美作国庄屋立石公久らと密談を進めたが、特に立石は久留米藩領内に匿われている大楽源太郎とも連絡を取っていた。東京で愛宕が同じような計画を立てていることを知った外山は、使者を送って協力を結んだ。愛宕の計画に加わっていた久留米藩士らも当然、本国の同志や彼らの庇護下にあった大楽と連絡を取り合っていたことから、愛宕・外山・久留米藩及び大楽による三角同盟が形成されることとなった。

## 発覚
ところが、賀陽宮朝彦親王を取り込もうとしたところで折りしも発生した広沢真臣暗殺事件の捜査中であった政府側に情報が漏れ、山縣有朋が中心となって摘発に乗り出した。まず、3月7日（4月26日）に外山光輔が捕縛され、10日に東京の久留米藩藩邸が政府に押収されて藩知事有馬頼咸が幽閉された。3月13日（5月2日）には政府の命令を受けた熊本藩兵が久留米城を接収して藩幹部を拘束（大楽は直前に逃亡）し、3月14日（5月3日）には愛宕通旭が捕縛された。最終的には339名が逮捕されることとなり、「安政以来の大獄」となった。逃亡した大楽は、3月16日（5月5日）に久留米で応変隊隊員により斬殺されている（久留米藩難事件）。
首謀者の二人は明治4年12月3日（1872年1月12日）、二条城芙蓉之間にて切腹させられた。